# Boulogne-sur-Helpe
Boulogne-sur-Helpe é uma comuna francesa na região administrativa de Altos da França, no departamento do Norte. Estende-se por uma área de 8.7 km². Em 2010 a comuna tinha 345 habitantes (densidade: 39,7 hab./km²).